# 58 Concordia
Az 58 Concordia a Naprendszer kisbolygóövében található aszteroida. Karl Theodor Robert Luther fedezte fel 1860. március 24-én.